# سید حسین شریفی
سید حسین شریفی (زادهٔ ۱۳۳۲ در اراک) نمایندهٔ حوزهٔ انتخابیهٔ اراک در دورهٔ پنجم مجلس شورای اسلامی بوده‌است. وی پیش‌تر در دورهٔ چهارم نیز عضو این مجلس بود.مدیرعامل مخابرات استان مرکزی و مشاور وزیر و مدیرکل بازرسی و نظارت وزارت ارتباطات و شرکت مخابرات ایران از دیگر مسولیتهای وی بوده است .